# آموس كنعان
عموس لافين ولاحقًا عموس كينان (بالعبرية: עמוס קינן‏) هو نحات ورسام وصحفي وكاتب سيناريو ومترجم وكاتب وشاعر إسرائيلي وعُرف أيضًا بكونه محاربًا سابقًا في منظمة ليحي.

## حياته
ولد عموس لافين (لاحقًا قام بتغيير كنيته لكينان) في 2 مايو 1927 في تل أبيب في إسرائيل، كان والده عامل بناء مخضرم في «جدود هعفودا» وهي حركة استيطانية صهيونية اجتماعية مبكرة في انتداب فلسطين. في وقت من الأوقات، عاشت الأسرة في الأرجنتين لعدة سنوات عندما تولى والده العمل هناك.
لقد كان كينان عضوا في حركة ليحي السرية وتدعى أيضا بشتيرن. أطلق كنان النار على امرأة عربية في مجزرة دير ياسين  كتبت مراسلة الإندبندنت دافنا برعام أن رواية كينان للهجوم على القرية ودوره في المجزرة اختلفت على مدار حياته. كما يُزعم أنه كان حاضرًا في مذبحة الدوايمة، وفقًا لإيلان بابي.
لقد دوّن آموس كنعان شهادة عيان حول تهجير وتدمير قرية بيت نوبا ويالو قرب اللطرون سنة 1967، حيث تم ادراج هذه الرواية في وثيقة مطبوعة باللغة الإنجليزية منشورة  بواسطة حركة «القوة الثالثة» في إسرائيل بين عامي 1960 - 1970.
في عام 1989 قال لصحيفة الغارديان: «انضممت إليها لأنها منظمة مناهضة للإمبريالية والاستعمار... لم نقاتل العرب». خلال الحرب العربية الإسرائيلية عام 1948، قاتل في اللواء الثامن من أصيب الجيش الإسرائيلي بقيادة يتسحاق سديه حيث التقى بأوري أفنيري واصبحا اصدقاء.
توفي بنفس المكان الذي ولد فيه في 4 أغسطس 2009 بسبب مرض آلزهايمر.

## وصلات خارجية
- آموس كنعان على موقع IMDb (الإنجليزية)
- آموس كنعان على موقع ميوزك برينز (الإنجليزية)
- آموس كنعان على موقع إن إن دي بي (الإنجليزية)
- آموس كنعان على موقع ديسكوغز (الإنجليزية)
- آموس كنعان على موقع قاعدة بيانات الفيلم (الإنجليزية)
- آموس كنعان على موقع كينوبويسك (الروسية)